# سوريان شاه سلطان بنجر

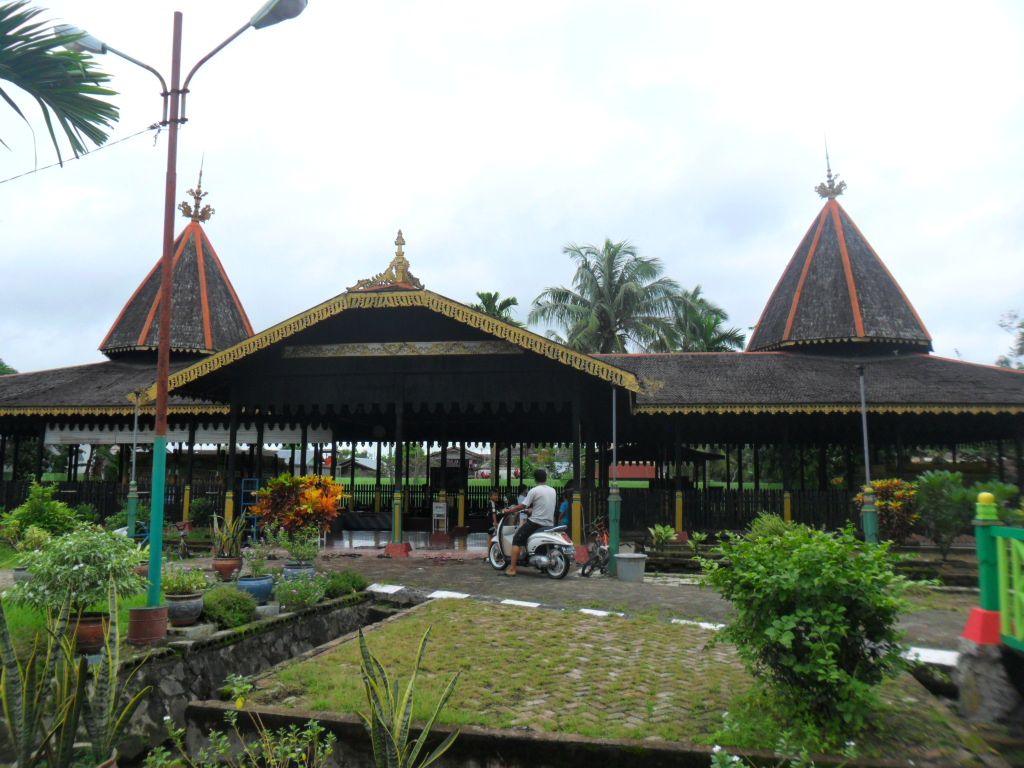
قبر السلطان سوريان شاه.

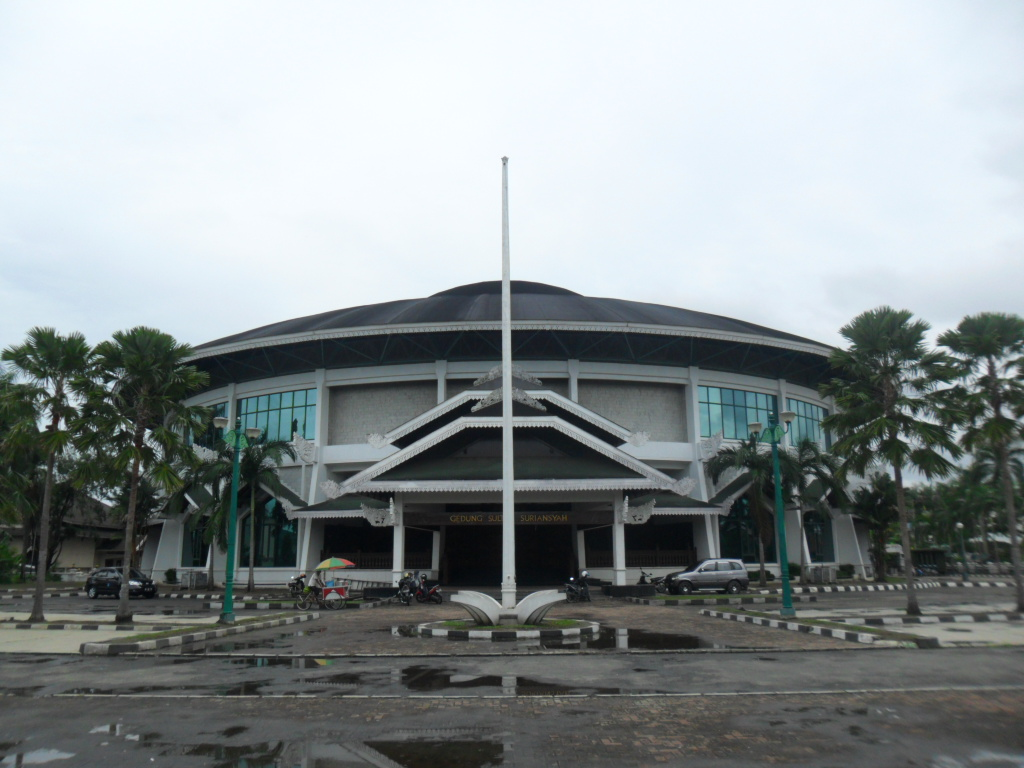
تسمى قاعة الاجتماع مبنى السلطان سوريانشاه في بنجرماسين.

السلطان سوريان الله (Sultan Suryanullah - باللغة العربية «شمس الله»)  أو السلطان سوريان شاه (Sultan Suriansyah)  أو السلطان سوريا أنغسا (Sultan Suria Angsa)  كان أول ملوك بنجرماسين وأول من اعتنق الإسلام. حكم 1500-1540. كان الأمير جايا سوتيرا أو جايا ساموديرا هو أول ملك من شعب بنجر وأول ملك في كليمنتان يحمل لقب سلطان، وهو السلطان سريان الله. وكان عربي -وصل لأول مرة إلى بنجرماسين- هو من أطلق عليه لقب السلطان سريان الله (شمس الله)، بعد مرور فترة على اعتناق الأمير ساموديرا الإسلام بواسطة ممثلي سلطنة ديماك. بعد وفاته، حصل السلطان على لقب (Panembahan Batu Habang) أو Susuhunan Batu Habang) بعد وفاته، والذي سمي على اسم اللون الأحمر (habang) ويعني «الإمام صاحب الطوب الأحمر» حيث أن ذلك كان لون الطوب الذي يغطي قبره في مجمع ضريح السلطان سوريان شاه في منطقة شمال بنجرماسين الفرعية، بنجرماسين، كليمنتان الجنوبية.
كان اسم عند ولادته رادن ساموديرا (Raden Samudera) ثم عندما تم تعيينه ملكًا في بنجرماسين بواسطة patih (رؤساء القرى) عند مصب نهر باريتو، ثم استخدم لقبًا أعلى، وهو الأمير ساموديرا (Pangeran Samudera) أو الأمير جايا ساموديرا (Pangeran Jaya Samudera) . اشتهر بلقب سلطان سوريان شاه (suryasyah)، من الكلمتين surya (شمس) وsyah (ملك).
بالإضافة إلى ذلك، وكما كان لقبه هو سوريان الله (Suryanullah= شمس الله)، قام سلاطين بنجر اللاحقون باستخدم كلمة الله في أسمائهم (مثل تحميد الله - تمجيد الله)، بينما لم يستخدم خلفاؤه الاسم الأخير شاه مرة أخرى.
في 24 سبتمبر 1526 الموافق 6 ذو الحجة 932 هـ، اعتنق الأمير ساموديرا الإسلام وحمل لقب السلطان سوريان شاه. يستخدم ذلك التاريخ كذكرى سنوية لمدينة بنجرماسين حتى يومنا هذا.
رادن ساموديرا هو ابن الأميرة جالوه بيرنكان (راتو إنتان ساري)، ابنة مهراجا سوكاراما ملك مملكة نيجارا داها. واسم والده رادن مانتري ألو، ابن شقيق مهراجا سوكاراما. غالبًا ما يستخدم اسم «سوريان شاه» كاسم للصبيان عند شعب بنجر.
كانت الشرعية السياسية التي ظهرت لشعب بنجر هي أن الملك أو المرشح لخليفة الملك يجب أن يكون الابن الأكبر للملك المولود لأم كانت أيضًا تحمل دماء ملكية (putera gahara). يشير هذا إلى الزوجين سورياناتا و جونجونغ بويه (ملوك نيجارا ديبا وهم الجد والجدة الأكبر لمملكة نيجارا داها) كمثلهما العليا. يُعتقد أن tutus raja أو النسل المباشر للملوك (في المفهوم الهندوسي) والذي يعني أيضًا tutus naga (في المفهوم الديني الأصلي)، هم ممثلو الآلهة في العالم. يصبح هذا التقليد تلقائيًا مصدرًا للشرعية السياسية لكل حاكم يتناوب على العرش. على الرغم من أن سلطنة بنجر التي ظهرت في القرن السادس عشر كانت مملكة إسلامية، إلا أن التقاليد السياسية الموروثة من فترة مملكة نيجارا ديبا القديمة كانت لا تزال قوية في تلوين عملية الخلافة. يبدو أن مهراجا سوكاراما، الملك الثاني لمملكة نيجارا داها، قد فهم هذه القاعدة جيدًا (استمرارا لعرف لمملكة نيجارا ديبا). أخبر عن هذا الملك في كتاب حكاية بنجر، أن هذا الملك لديه أربع زوجات وأربعة أبناء وبنت واحدة. هم الأمير مانجكوبومي، والأمير تومانجونغ، والأمير باجالونغ، والأمير جاياديوا، والابنة الصغرى، الأميرة جالوه بيرنكان. من الواضح أن زوجات الملك الأربع لم يكن من الدم الملكي، لذلك زوج الملك الأميرة جالوه بيرنكان إلى ابن شقيقه -ذو الدماء الملكية- واسمه رادن مانتري. هذان الزوجان (غالوه ومانتري) كان لهما فيما بعد طفل اسمه رادن ساموديرا. اعتبر مهراجا سوكاراما أن حفيده من النسل المباشر للملوك (وُلِد من والدين كانا من العائلة المالكة)، لذلك تقرر أن يكون خليفته في المستقبل. ورغم أن أبنائه اعترضوا على القرار، إلا أن الأب كان مصرا. هذا الإنكار لإرادة الملك، من قبل الأمير مانجكوبومي والأمير تومانجونغ بسبب طموحهما في العرش، أدى إلى انهيار مملكة نيجارا داها.

## توسعاته
يذكر كتاب حكاية بنجر توسعات السلطان سوريان شاه شرقا وشمالا وغربا وأن مناطق مقاطعات كالمنتان الوسطى وكالمنتان الجنوبية وكالمنتان الغربية وكالمنتان الشرقية وبعض مناطق مقاطعة كالمنتان الشمالية الحالية كانت خاضعة لسلطنة بنجر وترسل الجزية للسلطنة.

## شجرة العائلة
نسب السلطان حسب قصة ملوك بنجر وكوتاوارينجين المسمى حكاية بنجر:
سودجر جنتن 
(ابن)
سودجر مانجكوبومي x سيتا رارا
(ابن)
ملك مملكة نيجارا ديبا الأول: أمبو جاتماكا (الابن المتبنى للملك كوريبان) × ساري مانجونتو
(ابن)
ملك مملكة نيجارا ديبا الثاني: لامبو مانكورات (الأخ بالتبني للأميرة جونجونغ بويه ) x دايانغ ديباراجا بنت أريا مالينغكون ملك تانجا أولين
(ابن)
الأميرة هوريبان x ملك مملكة نيجارا ديبا الخامس: مهراجا سورياجانججاوانجسا بن ملك مملكة نيجارا ديبا الرابع: مهراجا سورياناتا (زوج ملكة مملكة نيجارا ديبا الثالثة: أميرة جونجونغ بويه)
(ابن)
الأميرة كالارانج (حفيدة الأميرة جونجونغ بويه) × الأمير سورياوانجسا (شقيق مهراجا سورياجانججاوانجسا)
(ابن)
ملك نيجارا ديبا السادس: مهراجا كارانج لاليان (حفيد الأميرة جونجونغ بويه) × ملك نيجارا ديبا السابع: الأميرة نيكولسو (ابن الأميرة جونجونغ بويه ومهراجا سوريجانجاوانجسا)
(ابن)
ملك مملكة نيجارا داها الأول: مهراجا ساري كبورنان
(ابن)
ملك دولة الضحى الثاني: مهراجا سوكاراما
(ابن)
'الأميرة جالوه بيرنكان x رادين مانتري ألو بن رادن بانجاوان بن مهراجا ساري كابيردان
(ابن)
سلطان بنجر الأول: سلطان سريان الله / أمير سامودرا / سلطان سوريان شاه
(ابن)
1. سلطان بنجر الثاني: السلطان رحمة الله
2. الأمير أنوم (أمير في هانجسانا)

## المرجع
- يوهانس جاكوبس راس، حكايات بنجر، ترجمة سيتي حوا صالح، لغة ومكتبة مجلس الطباعة، مجموعة 1037، Mukim Perindustrian PKNS - Ampang / Hulu Kelang - Selangor Darul Ehsan ، ماليزيا 1990 .

| سبقه الأمير تومنغونغ | سلطان بنجر 1520-1540 | تبعه السلطان رحمة الله |

## المرجعي
1. 1 2 3 4 5 6 7 8  Ras, Johannes Jacobus (1990). Hikayat Banjar (بالملايوية). Lot 1037, Mukim Perindustrian PKNS - Ampang/Hulu Kelang - Selangor Darul Ehsan, Malaysia: Percetakan Dewan Bahasa dan Pustaka. ISBN:9789836212405.{{استشهاد بكتاب}}:  صيانة الاستشهاد: مكان (link) ISBN 983-62-1240-X
2. 1 2 3  (بالهولندية) Noorlander، Johannes Cornelis (1935). Bandjarmasin en de Compagnie in de tweede helft der 18de eeuw. M. Dubbeldeman. ص. 188. مؤرشف من الأصل في 2022-05-10.
3. ↑  (بالهولندية) Bataviaasch Genootschap van Kunsten en Wetenschappen, Lembaga Kebudajaan Indonesia. Tijdschrift voor Indische taal-, land-, en volkenkunde. Lange & Co., 1857. ج. 6. ص. 239. مؤرشف من الأصل في 2022-05-10.
4. ↑  (بالهولندية) Rees، Willem Adriaan (1865). De bandjermasinsche krijg van 1859-1863. D. A. Thieme. ص. 2. مؤرشف من الأصل في 2022-05-10. {{استشهاد بكتاب}}: تأكد من صحة قيمة |الأول= (مساعدة)
5. 1 2  (بالإنجليزية) Basuni، Ahmad (1986). Nur Islam di Kalimantan Selatan: sejarah masuknya Islam di Kalimantan. Penerbit Bina Ilmu. مؤرشف من الأصل في 2022-05-10.
6. ↑  (بالهولندية) Tijdschrift voor Indische taal-, land- en volkenkunde. ج. 9. 1860. ص. 96. مؤرشف من الأصل في 2022-05-10.
7. ↑  (بالهولندية) Koninklijk Bataviaasch Genootschap van Kunsten en Wetenschappen (Batavia). (1860). Tijdschrift voor Indische taal-, land- en volkenkunde. Lange. ج. 9. ص. 95. مؤرشف من الأصل في 2022-05-10.
8. ↑  Karl Helbig, Eine Durchquerung der Insel Borneo (Kalimantan): nach den Tagebüchern aus dem Jahre 1937, D. Reimer, 1982 النظام القياسي الدولي لترقيم الكتب 3496001542، 9783496001546
9. ↑  (بالهولندية) (1867)De tijdspiegel. Fuhri. ص. 165. مؤرشف من الأصل في 2022-05-10.
10. ↑  (بالإندونيسية) Putera mahkota jang terbuang. Saiful. 1963. ص. 4. مؤرشف من الأصل في 2022-05-10.
11. ↑  قالب:MsYayasan Perpustakaan Nasional (Indonesia)، Yayasan Perpustakaan Nasional (Indonesia) (1976). Bulletin YAPERNA. Yayasan Perpustakaan Nasional. ج. 14–17. مؤرشف من الأصل في 2022-05-10.
12. ↑  Sarkawi B. Husain (1 Januari 2017). Sejarah Masyarakat Islam Indonesia (بالإندونيسية). Indonesia: Airlangga University Press. p. 58. Archived from the original on 10 مايو 2022. {{استشهاد بكتاب}}: تحقق من التاريخ في: |تاريخ= (help)صيانة الاستشهاد: التاريخ والسنة (link)
13. ↑  "Hikayat Banjar / PDF" (بالإنجليزية). Archived from the original on 2022-06-12. Retrieved 2022-08-08.
14. ↑  (بالإندونيسية) H Purwanta, dkk, Sejarah SMA/MA Kls XI-Bahasa, Grasindo, ISBN 979-759-653-2, 9789797596538 نسخة محفوظة 10 مايو 2022 على موقع واي باك مشين.
15. ↑  Saleh, Mohamad Idwar (1986). Tutur Candi, sebuah karya sastra sejarah Banjarmasin, (بالإندونيسية). Departemen Pendidikan dan Kebudayaan, Proyek Penerbitan Buku Sastra Indonesia dan Daerah,. p. 150. Archived from the original on 2022-05-10.{{استشهاد بكتاب}}:  صيانة الاستشهاد: علامات ترقيم زائدة (link)
16. ↑  Sejarah daerah Kalimantan Selatan, Proyek Penelitian dan Pencatatan Kebudayaan Daerah, Pusat Penelitian Sejarah dan Budaya, Departemen Pendidikan dan Kebudayaan, 1978
17. ↑  (بالهولندية) Noorlander, Johannes Cornelis (1935). Bandjarmasin en de Compagnie in de tweede helft der 18de eeuw (بالهولندية). M. Dubbeldeman. p. 189. Archived from the original on 2014-04-16.
18. ↑  (بالإنجليزية) Houtsma، M. Th (1993). First Encyclopaedia of Islam 1913-1936:. E.J.Brill,s,BRILL. ص. 646. ISBN:9004097961. مؤرشف من الأصل في 2013-11-10. ISBN 978-90-04-09796-4
19. ↑  Tijdschrift voor Nederlandsch Indië (1861). "Tijdschrift voor Nederlandsch Indië (Geschiedkundige aanteekcningen omtrent zuidelijk Borneo)". Ter Lands-drukkerij. ج. 23: 199. مؤرشف من الأصل في 2022-06-07.
20. ↑  "Indisch archief: tijdschrift voor de Indien. Dl. 4. Tweede ". 1851: 482. مؤرشف من الأصل في 2022-05-10. {{استشهاد بدورية محكمة}}: الاستشهاد بدورية محكمة يطلب |دورية محكمة= (مساعدة)
21. ↑  Norprikriadi (2014). PERJALANAN KESULTANAN BANJAR: DARI LEGITIMASI POLITIK KE IDENTITAS KULTURAL (بالإندونيسية). p. 81. Archived from the original on 2022-05-10.
22. ↑  (بالإندونيسية)  {{استشهاد بكتاب}}: استشهاد فارغ! (مساعدة)
23. ↑  Poesponegoro, Marwati Djoened (1992). Sejarah nasional Indonesia: Jaman pertumbuhan dan perkembangan kerajaan-kerajaan Islam di Indonesia (بالإندونيسية). PT Balai Pustaka. p. 86. ISBN:9794074098. Archived from the original on 2013-11-11. Retrieved 2013-06-16. ISBN 978-979-407-409-1
24. ↑  http://sinarbulannews.files.wordpress.com/2011/01/silsilah-sultan-adam.jpg نسخة محفوظة 2023-12-11 على موقع واي باك مشين.

## روابط خارجية
- http://repositori.kemdikbud.go.id/4381/1/Sastra٪20Indonesia٪20Lama٪20Berisi٪20Sejarah٪202007.pdf
- https://www.researchgate.net/publication/289366118_SEJARAH_PERKEMBANGAN_ISLAM_DI_BANJARMASIN_DAN_PERAN_KESULTANAN_BANJAR_ABAD_XV-XIX
- http://dellasejarah.blogspot.com/2010/10/zaman-baru.html
- http://www.kabarbanjarmasin.com/posting/sultan-suriansyah-pendiri-dinasti-kerajaan-banjar-islam.html نسخة محفوظة 2014-04-07 على موقع واي باك مشين.
- http://www.metro7.co.id/2012/07/mayang-sari-putri-raja-banjar-yang.html نسخة محفوظة 2016-03-05 على موقع واي باك مشين.
- http://wikimapia.org/5786633/id/Site-Makam-Puteri-Mayang-dangsanak-Puteri-Junjungbuih-Keurunan-Raja-Banjar
- http://hadi-saputra-miter.blogspot.com/2013_09_01_archive.html
- http://nationalgeographic.co.id/berita/2013/12/masjid-sultan-suriansyah-sis-sejarah-di-kalsel نسخة محفوظة 2014-07-05 على موقع واي باك مشين.